# Магали
Магали́ (окс. Magali) — женское личное имя провансальского происхождения. По одной из версий, это форма имени «Маргарита» (фр. Marguerite) на иврите. Согласно другой версии, имя произошло от фамилии Магал. Имя стало известным благодаря популярной провансальский народной песне. Данная песня в изменённом варианте вошла в поэму Фредерика Мистраля «Мирейо».